# Хронологија ФНРЈ и КПЈ септембар 1947.
Хронолошки преглед важнијих догађаја везаних за друштвено-политичка дешавања у Федеративној Народној Републици Југославији (ФНРЈ) и деловање Комунистичке партије Југославије (КПЈ), као и општа политичка, друштвена, спортска и културна дешавања која су се догодила у току септембра месеца 1947. године.
| ← август · Хронологија ФНРЈ и КПЈ током 1947. године · октобар → |

### 1. септембар
- У Љубљани пуштена у рад ливница „Литострој“, која је представљала једну од главних инвестиција Првог петогодишњег плана у ФНРЈ. Свечаном пуштању у рад ливнице присуствовао је председник Владе ФНРЈ Јосип Броз Тито, који је потом говорио пред око 30.000 радника и градитеља ливнице, као и грађана Љубљане.[1][2]

### 6. септембар
- На реци Драви, у близини Марибора свечано завршени радови на изградњи Хидроелектране „Мариборски оток“, која је представљала једно од најзначајнијих инвестиција Првог петогодишњег плана НР Словеније. Генератор за ову хидроелектрану израдила је Фабрика електроопреме „Раде Кончар“ из Загреба, а ово је био први генератор направљен у тој фабрици. Хидроелектрана је 1952. појачана другим, а 1960. трећим генератором.[1]

### 7. септембар
- У Новом Саду Народна скупштина АП Војводине усвојила Петогодишњи план привредног и културног развоја Војводине, који је направљен у складу са већ донетим Петогодишњим плановима ФНРЈ и НР Србије.[1]
- У Новом Саду у згради Матице српске, у оквиру обележавања 100. годишњице победе народног језика, отворена изложба дела Вука Караџића (1878—1864), Бранка Радичевића (1824—1853) и Ђуре Даничића (1825—1882). Изложба трајала је до 30. септембра, а поред овога Матица српска је издала и свечани двоброј „Летописа“.[1]
- На територији Народне Републике Босне и Херцеговине, 7. и 8. септембра, одржани општи избори за одборнике свих степена, на којима су највише гласова освојили кандидати Народног фронта Босне и Херцеговине.[1]

### 8. септембар
- На Бледу Председник Владе ФНРЈ и министар народне одбране маршал Јосип Броз Тито примио високог комесара и главног команданта британских трупа у Аустрији генерал-лајтнанта Џејмса Стила, у чијој су пратњи били чланови његовог Штаба, као и британски амбасадор у ФНРЈ.[3]

### 9. септембар
- У Београду у Уметничком павиљону „Цвијета Зузорић“ отворена самостална изложба сликара Милана Коњовића, која је била прва послератна самостална изложба у Београду.[4]

### 13. септембар
- У Титограду, 13. и 14. септембра, одржан Први конгрес Јединствених синдиката Црне Горе, коме је присуствовало 297 делегата. Владо Божовић је на Конгресу поднео реферат О задацима синдиката Црне Горе, а Бранко Нилевић, секретар Земљаског одбора је поднео извештај о раду Јединствених синдиката од формирања Земљаског одбора марта 1945. На крају Конгреса изабран је Главни одбор Јединствених синдиката Црне Горе и његово руководство — председник Владо Божовић и секретар Алекса Маркуш.[1]

### 15. септембар
- У Београду председник Владе ФНРЈ Јосип Броз Тито примио представнике Исламске верске заједнице у Југославији, које је предводио реисул-улем Ибрахим Фејић. На основу Устава Исламске верске заједнице, донетог 26. августа 1947, Фејић је 12. септембра именован за првог реисул-улема у новој Југославији.[3]

### 16. септембар
- Јединице Југословенске армије (ЈА) прешле демаркациону линију и запоселе територију Словеначког приморја и Истре, које су биле прикључене ФНР Југославији, на основу мировног споразума са Италијом. Истог дана наредбом Президијума Народне скупштине ФНРЈ на овој територији је почела примена Устава ФНРЈ и других правних прописа.[5][4]

### 21. септембар
- У Приштини одржана седница Обласног народног одбора Аутономне Косовско-метохијске области на којој је усвојена одлука о Петогодишњем плану развоја Аутономне косовско-метохијске области.[5]
- На Лијаку у Приморској око 200.000 људи прославило прикључење Словеначког приморја ФНРЈ. На прослави су говорили Борис Кидрич, председник Привредног савета Владе ФНРЈ и Миха Маринко, председник Владе НР Словеније, најавивши обнову овог краја и изградњу Нове Горице.[5]

### 22. септембар
- У бањи Шкљарска Поремба, код Вроцлава у Пољској, од 22. до 27. септембра, одржано саветовање представника комунистичких и радничких партија НР Бугарске, Краљевине Румуније, Мађарске, Чехословачке, Пољске, Француске, Италије, ФНР Југославије и Совјетског Савеза. Саветовање је одржано на предлог руководства СКП(б) и на њему је донета одлука о стварању Информационог бироа неких комунистичких партија (Информбиро/Коминформ), који је званично основан 5. октобра у Варшави. За средиште организације, као и њеног листа За чврст мир, за народну демократију одређен је Београд. Такође, на саветовању је донета Декларација и посебна Резолуција о циљевима и задацима организације у којој је предвиђена размена искуства између партија и узајамна помоћ и подршка. Делегацију КП Југославије на саветовању предводили су Едвард Кардељ и Милован Ђилас, чланови Политбироа ЦК КПЈ.[5][4][3]
- Председник Владе ФНРЈ Јосип Броз примо представнике омладине Кине, Индије, Јужне Африке и Новог Зеланда, који су после рада Светског омладинског већа и Омладинског фестивала, одржаног у Прагу, посетили Југославију.[2]

### 26. септембар
- У Београду, од 26. до 28. септембра, одржан Други конгрес Народног фронта Југославије, коме је присуствовало 1.200 делегата. Конгрес је отворио председник Владе ФНРЈ и председник Народног фронта Јосип Броз Тито, који је поднео реферат Народни фронт као општенародна политичка организација. На Конгресу је усвојена Резолуција у којој су констатовани дотадашњи успеси Народног фронта и одређени нови задаци. Конгрес је овластио нови Савезни одбор да припреми нови Статут Народног фронта и одбацио оптужбе изнете о стране Краљевине Грчке да се ФНРЈ, НР Бугарска и НР Албанија мешају у грађански рат у Грчкој. На крају Конгрес изабран је нови Савезни и Извршни одбор, а за председника Народног фронта поново је изабран Јосип Броз Тито.[5][3]

### 30. септембар
- У Београду одржан Оснивачки конгрес Савез бораца Народноослободилачког рата Југославије, организације која је окупљала бивше борце Народноослободилачке војске и бавила се очувањем тековина Народноослободилачког рата. На Конгресу су донета Правила Савеза бораца и изабран Главни одбор, а за првог председника организације изабран је бивши Врховни командант НОВ и ПОЈ маршал Јосип Броз Тито, који је и присуствовао Конгресу. Савез бораца је 1961. преименован у Савез удружења бораца Народноослободилачког рата (СУБНОР).[5][3]
- На територији Словеначког приморја, које је у састав ФНРЈ ушло 16. септембра одржани избори за Савезно веће Народне скупштине ФНРЈ и за Народну скупштину НР Словеније.[5]